# HD 1690
Désignations
HD 1690 est une étoile géante avec une exoplanète en orbite dans la constellation de la Baleine. Elle a une magnitude apparente de 9,19, ce qui est trop faible pour être visible à l'œil nu. Le système est distant d'environ 2 570 années-lumière de la Terre, et il s'en éloigne à une vitesse radiale héliocentrique de +18,2 km/s. HD 1690 n'a pas d'étoile compagne connue, ce qui en fait un système stellaire unique.

## Propriétés
HD 1690 est une étoile géante rouge évoluée de type spectral K1 III. Elle a 1,18 fois la masse du Soleil et, ayant un âge estimé de 6,7 milliards d'années (deux milliards d'années de plus que le Soleil), elle s'est étendue jusqu'à 16 fois le rayon du Soleil. La métallicité de surface de l'étoile vaut 30 % celle du Soleil. Les données de parallaxe d'Hipparcos ont permis de déterminer que HD 1690 était distante d'environ 1 010 années-lumière de la Terre, mais des données plus récentes de Gaia ont placé HD 1690 beaucoup plus loin du Soleil, à environ 2 570 années-lumière.

## Système planétaire
En 2010, une équipe d'astronomes dirigée par C. Moutou et utilisant l'instrument HARPS a annoncé la détection d'une géante gazeuse en orbite autour de HD 169 par la méthode des vitesses radiales, après sept ans de mesures.
HD 1690 b a une orbite très elliptique, son excentricité orbitale étant de 0,64. Cette excentricité suggère que sa masse est au moins six fois supérieure à celle de Jupiter, ce qui la classe comme un super-Jupiter. La présence d'autres planètes dans le système HD 1690 est peu probable, à moins qu'elles ne soient situées sur des trajectoires orbitales croisées instables.
| Planète | Masse          | Demi-grand axe (ua) | Période orbitale (jours) | Excentricité | Inclinaison | Rayon |
| ------- | -------------- | ------------------- | ------------------------ | ------------ | ----------- | ----- |
| b       | > 6,9 ± 0,9 MJ | 1,3 ± 0,02          | 533 ± 1,7                | 0,64 ± 0,04  |             |       |